# Darwin Núñez
Darwin Gabriel Núñez Ribeiro (* 24. Juni 1999 in Artigas) ist ein uruguayischer Fußballspieler, der seit August 2025 bei dem saudi-arabischen Erstligisten Al-Hilal unter Vertrag steht. Seit Oktober 2019 ist der Stürmer uruguayischer Nationalspieler.

## Karriere

### Verein
Der in Artigas geborene Darwin Núñez stieß 2013 im Alter von 14 Jahren erstmals in die Nachwuchsabteilung von Peñarol Montevideo. Sein erster Aufenthalt dort war nur von kurzer Dauer und er wechselte zurück in die Jugend von CSD San Miguel de Artigas, wo er bereits zuvor spielte. Bereits im nächsten Jahr war er wieder für Peñarol im Einsatz. Sein Debüt in der höchsten uruguayischen Spielklasse gab er am 22. November 2017, als er bei der 1:2-Auswärtsniederlage gegen River Plate Montevideo in der 63. Spielminute für Maxi Rodríguez eingewechselt wurde. Aufgrund einer Knieoperation konnte er in diesem Spieljahr 2017 kein weiteres Spiel für den Hauptstadtverein absolvieren. Er verpasste auch die gesamte Apertura 2018 und war erst zur Clausura 2018 wieder einsatzfähig. Der Cheftrainer Diego López setzte ihn in dieser regelmäßig ein. Am 13. Oktober 2018 (12. Spieltag der Clausura) erzielte er beim 2:0-Heimsieg gegen den CA Fénix sein erstes Tor im Profifußball. Dies blieb sein einziges Tor in neun Einsätzen in dieser Clausura, die Peñarol gewinnen konnte. Auch das Endspiel um die Meisterschaft konnte man mit einem 2:1-Sieg nach Verlängerung im gegen den Stadtrivalen Nacional Montevideo gewinnen. Núñez wurde in den letzten Minuten der Verlängerung eingewechselt. Nachdem er in der folgenden Apertura 2019 zu keinem Einsatz gekommen war, erzielte er am ersten Spieltag der Intermedio beim 4:0-Heimsieg gegen Boston River einen Hattrick. Bis zu seinem Wechsel kam er auf zwei weitere Einsätze, in denen er ohne Torerfolg blieb.
Ende August 2019 verpflichtete der spanische Zweitligist UD Almería den Stürmer für eine Ablösesumme in Höhe von vier Millionen Euro, wobei man sich jedoch nur 80 Prozent seiner Transferrechte sicherte. Durch Bonuszahlungen kann die Gebühr sich auf sechs Millionen Euro erhöhen. Núñez wurde hinter Arvin Appiah, welcher dem Verein im selben Sommer beinahe neun Millionen Euro kostete, zum bisher teuersten Neuzugang der Vereinsgeschichte. Er war Teil der Transferoffensive des neuen Besitzers Turki Al-Sheikh, welche dem Verein den Aufstieg in die erste spanische Spielklasse ermöglichen sollte. Sein Debüt gab Núñez am 3. Oktober 2019 (9. Spieltag) bei der 2:4-Auswärtsniederlage gegen Sporting Gijón, als er in der Halbzeitpause für Lucien Owona eingewechselt wurde. In seinem ersten Einsatz in der Startelf am 13. Spieltag traf er beim 3:2-Heimsieg gegen die Extremadura UD erstmals für seinen neuen Arbeitgeber. In diesem Zeitraum etablierte er sich in der Startformation. Am 4. Januar 2020 (22. Spieltag) erzielte er beim 4:0-Auswärtssieg gegen den CD Lugo einen Doppelpack. In dieser Saison gelangen ihm in 32 Ligaeinsätzen 16 Tore und drei Vorlagen, verpasste mit Almería aber den Aufstieg in die Erstklassigkeit.
Anfang September 2020 wechselte er für eine Ablösesumme in Höhe von 24 Millionen Euro zum portugiesischen Erstligisten Benfica Lissabon, wo er einen Fünfjahresvertrag unterzeichnete. In der Saison 2020/21 kam er auf 29 Ligaeinsätze (19-mal in der Startelf) und erzielte 6 Tore. In der Saison 2021/22 gelang dem Stürmer der Durchbruch. Er wurde mit 26 Toren in 28 Spielen (26-mal von Beginn) Torschützenkönig der Primeira Liga. Zudem erzielte Núñez in der Champions League in 10 Einsätzen 6 Tore. Für seine Leistungen in dieser Spielzeit wurde Núñez von France Football für den Ballon d’Or 2022 nominiert.
Zur Saison 2022/23 wechselte Núñez für eine Ablösesumme in Höhe von 75 Millionen Euro in die Premier League zum FC Liverpool; durch Bonuszahlungen kann sich die Ablöse auf 100 Millionen Euro erhöhen. Der 23-Jährige wurde somit zu einem der teuersten Transfers der Fußballgeschichte.
Im August 2025 wechselte er nach Saudi-Arabien zu Al-Hilal und unterschrieb dort einen Vertrag bis 2028.

### Nationalmannschaft
Darwin Núñez nahm im Frühjahr 2019 mit der uruguayischen U20-Nationalmannschaft an der U20-Südamerikameisterschaft in Chile teil, wo er in sechs Einsätzen ohne Torerfolg blieb. Erfolgreicher verlief für ihn die U20-Weltmeisterschaft 2019 in Polen im selben Jahr. Dort traf er in vier Spielen zwei Mal.
Am 16. Oktober 2019 debütierte er im freundschaftlichen Länderspiel gegen Peru für die A-Auswahl, als er in der 75. Spielminute für Brian Lozano eingewechselt wurde. Bereits fünf Minuten später erzielte er den Ausgleich zum 1:1-Endstand.

## Titel
Uruguay
- Meister (2): 2017, 2018

England
- Meister: 2025
- Ligapokalsieger: 2024
- Supercupsieger: 2022

Individuell
- Nominierung für den Ballon d’Or: 2022 (25. Platz)
- Torschützenkönig der Primeira Liga: 2022